# Société d'assurance mutuelle
 (juillet 2025).
Une société d’assurance mutuelle (SAM) est, dans le droit français, une compagnie d'assurances à but non lucratif, gérée par ses adhérents et salariés. Régie par le Code des assurances, elle constitue une des trois formes d’entreprise pouvant couvrir, sous le contrôle de l’État, des risques concernant un bien, une personne ou une responsabilité.

## Rôle et fonctionnement
Les sociétés d’assurance mutuelle assument les mêmes responsabilités que les deux autres formes de compagnie d’assurance possibles en France (à savoir les sociétés anonymes et les sociétés européennes) :
- contrats d’assurances dépendant de la durée d’une vie humaine (assurance-décès), contrats de versement monétaire en cas de mariage ou de naissance d’enfant, contrats d’épargne avec engagement (assurance-vie) ;
- contrats couvrant les blessures et affections causés par une maladie ou un accident ;
- contrats couvrant d’autres risques (assurance de biens…).

Elles ont la particularité de ne pas avoir un objet commercial, de laisser une unique voix par personne assurée pour les prises de décision en assemblée générale ainsi que d’inclure des représentants des salariés au sein de leur conseil d’administration.

## Histoire
En 1820 est créée la Société mutuelle d’assurances sur la vie qui obtient la prérogative de garantir le versement d’un capital en cas de décès. Celle-ci est dissoute sept ans plus tard.
Lors de la création des caisses publiques d’assurance-décès et assurance-accident par la Loi du 11 juillet 1868, il existait déjà des sociétés d’assurance mutuelle, au côté des sociétés de secours mutuel et d’autres compagnies et associations privées, qui garantissaient un revenu temporaire en cas d’accident empêchant de travailler.
Le contrôle de l’État sur toutes les compagnies d’assurance est instaurée par le décret-loi du 14 juin 1938, qui crée juridiquement, par ailleurs, la distinction entre les sociétés à forme mutuelle ayant un but lucratif et celles ayant un but non lucratif,.
Les dispositions juridiques encadrant les sociétés d’assurance mutuelle sont codifiées par décret le 16 juillet 1976,.

## Aspects mutualistes
Les sociétés d’assurance mutuelle sont appelées « mutuelles 1938 ». Elles doivent être différenciées des « mutuelles 45 » régies par l'Ordonnance du 19 octobre 1945 du Code de la mutualité qui assurent une fonction non lucrative de complémentaire santé.